# Augustin Simnacher
Augustin Simnacher (né le 27 janvier 1688 à Irsingen près de Buchloe, mort le 24 octobre 1757 à Brixen, en Autriche) était un facteur d'orgue allemand.
Après son mariage avec Maria Rosa Guggemoos en 1720, il reprit l'atelier de son beau-père, Johann Guggemoos, mort un an auparavant. Celui-ci était instituteur et facteur d'orgue à Angelsberg près de Tussenhausen. Simnacher travailla ensuite non seulement dans le sud de l'Allemagne mais aussi dans le Tyrol autrichien.

## Réalisations
- 1722 Mindelheim (église des Jésuites)
- 1723 Ilgen
- 1725 Innsbruck (chapelle Mariahilf et probablement l'Église des Ursulines)
- 1732 Bedernau
- 1737 Kirchhaslach
- 1738 Tussenhausen
- 1756 Landsberg am Lech
- 1758 Brixen (Cathédrale).

Il ne put mener à bien la construction de l'orgue de la cathédrale de Brixen car il mourut pendant les travaux. Son fils Joseph Antoni Simnacher et son beau-fils Alexander Holzhey, dont le neveu Johann Nepomuk Holzhey devait devenir l'un des plus grands constructeurs d'orgue baroque de l'Allemagne du Sud, achevèrent son travail.